# Laukøya
70°6′29″N 20°50′48″Ø / 70.10806°N 20.84667°Ø
Laukøya er en ø i Skjervøy kommune i Troms og Finnmark fylke i Norge. Øen  ligger på vestsiden af den ydre del af  fjorden Kvænangen, øst for Arnøya og nordvest for Skjervøya.
Der er færgeforbindelse fra Nikkeby på Laukøya til Lauksundskaret på Arnøya og Storstein på Kågen.